# Epulopiscium fishelsoni
Epulopiscium fishelsoni é uma bactéria que possui uma relação simbiótica com o peixe-cirurgião. É conhecia por seu tamanho que varia entre 200 a 700 μm de comprimento e 80 μm de diâmetro. Até a descoberta da Thiomargarita namibiensis em 1999, era a maior bactéria conhecida.